# Entjärnen (Malungs socken, Dalarna)
Entjärnen är en sjö i Malung-Sälens kommun i Dalarna och ingår i Göta älvs huvudavrinningsområde. Sjön har en area på 0,0556 kvadratkilometer och ligger 399,9 meter över havet. Sjön avvattnas av vattendraget Ringsån.

## Delavrinningsområde
Entjärnen ingår i det delavrinningsområde (671641-137930) som SMHI kallar för Mynnar i Holmsjön. Medelhöjden är 457 meter över havet och ytan är 41,04 kvadratkilometer. Det finns inga avrinningsområden uppströms utan avrinningsområdet är högsta punkten. Ringsån som avvattnar avrinningsområdet har biflödesordning 3, vilket innebär att vattnet flödar genom totalt 3 vattendrag innan det når havet efter 421 kilometer. Avrinningsområdet består mestadels av skog (56 procent) och sankmarker (41 procent). Avrinningsområdet har 0,46 kvadratkilometer vattenytor vilket ger det en sjöprocent på 1,1 procent.